# Ann Hardy
Ann Hardy (* 20. April 1933 in Chicago, Vereinigte Staaten; † 7. Dezember 2023 in Palo Alto, Kalifornien, Vereinigte Staaten) war eine US-amerikanische Computerprogrammiererin und Unternehmerin. Sie war für ihre Pionierarbeit an Computer-Timesharing-Systemen bekannt und war eine Pionierin auf dem Gebiet des netzwerkbasierten Computings, das später die Grundlage des Internets bildete.

## Leben und Werk
Hardy war die älteste Tochter der fünf Kinder von William Harrison Haley und der Mathematiklehrerin Ruth Helen Wild und wuchs in Evanston auf. Von 1951 bis 1955 studierte sie am Pomona College mit einem Abschluss in Sport. Der Sportstudiengang war der einzige Studiengang, der es ihr ermöglichte, Mathematik- und Naturwissenschaftskurse zu belegen, nachdem ihr Wunschfach Chemie von dem Leiter der Chemieabteilung blockiert wurde, der Frauen im Labor ablehnte. Anschließend studierte sie ein Semester Physiotherapie an der Columbia University.

## Programmiererin bei IBM
Obwohl sie keinen naturwissenschaftlichen Abschluss hatte, erhielt sie 1956 einen Platz für einen Eignungstest bei IBM.  Sie erwies sich als eine der besten Studentinnen, jedoch erklärte der Präsident von IBM, dass Frauen selbstverständlich nicht in den Vertrieb dürften, sie aber stattdessen Systems Service Girl werden könne. Sie entschied sich stattdessen dafür, Programmiererin zu werden. Sie arbeitete eine Zeit lang in New York City, wechselte dann 1958 zu IBM Research zum Stretch-Projekt in Poughkeepsie, wo sie die Software zur Optimierung des Schaltungsdesigns entwickelte, damit die Anzahl der Komponenten in einigen Hardwarekomponenten reduziert werden konnte. Sie war eine der ersten beiden Frauen, die eine Managementausbildung bei IBM Research in Poughkeepsie absolvierten. Sie arbeitete im Team zur Implementierung von Fortran und leitete später eine Gruppe, die Software für das Harvest-Projekt entwickelte.

## Arbeit am Stretch-Projekt bei IBM und am Lawrence Livermore National Laboratory (LLNL)

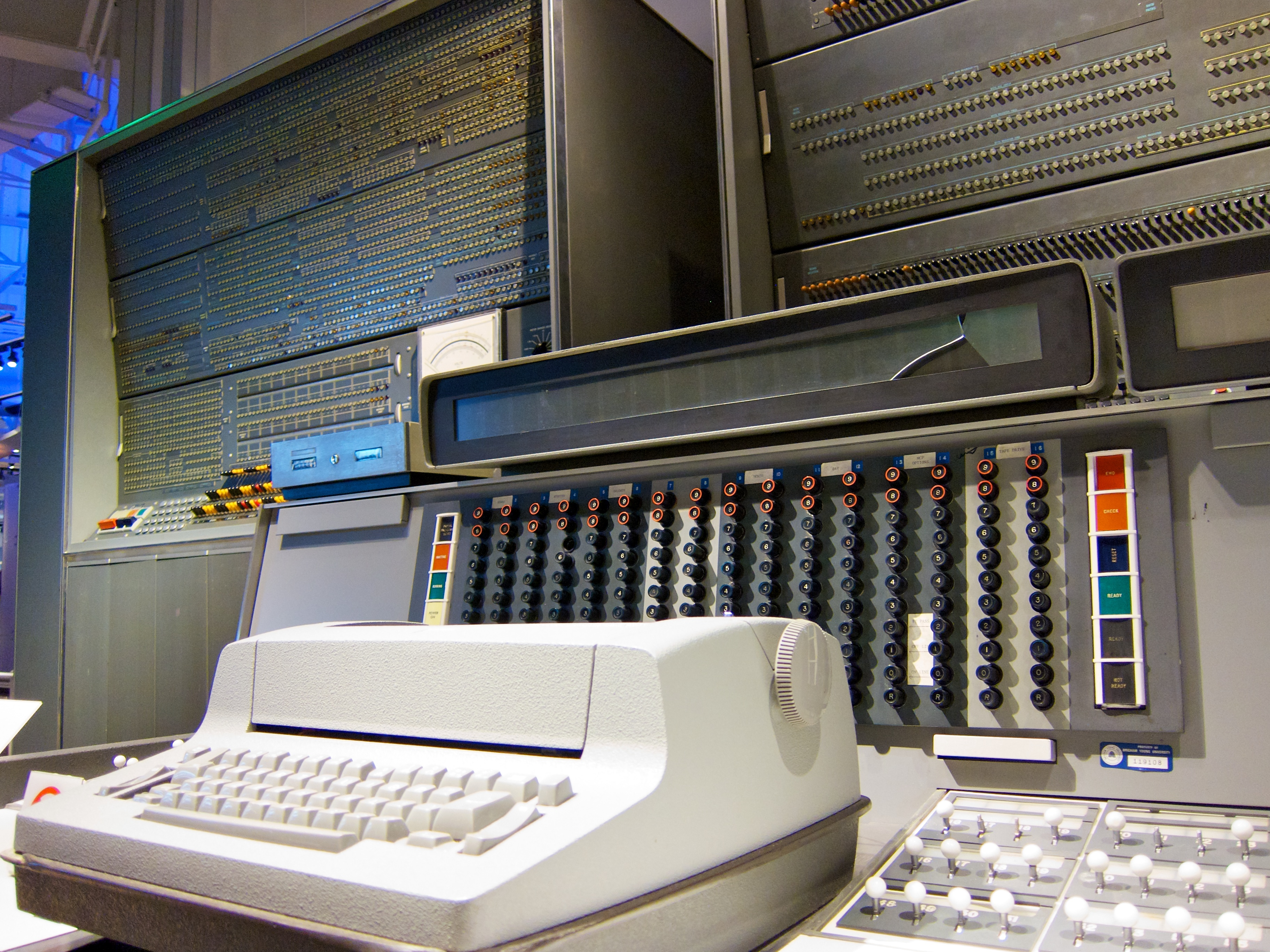
IBM Model 7030 Stretch Early Super Computer

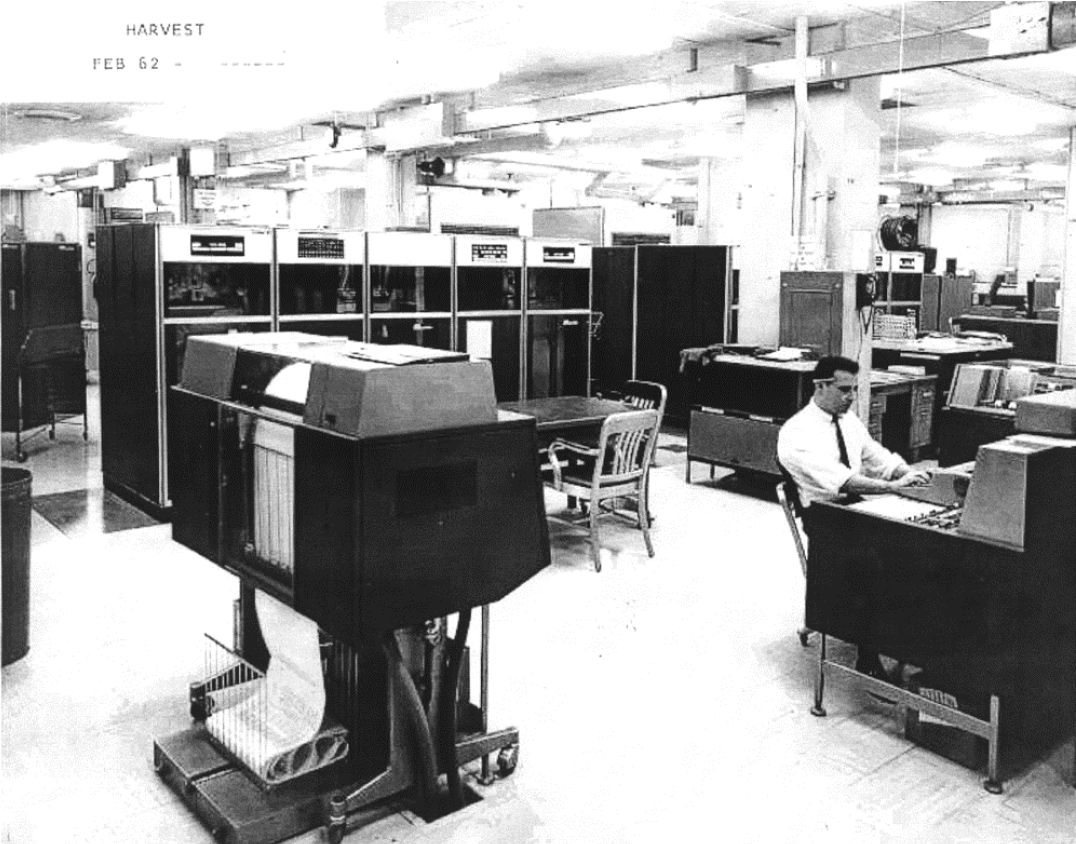
IBM HARVEST-System bei der NSA

Sie arbeitete am FORTRAN-Compiler für Stretch und übernahm anschließend einen Teil der Sprachentwicklung für den zu seiner Zeit modernsten Computer Harvest.  Dieser war für die National Security Agency (NSA) bestimmt und führte Musterabgleiche durch. Die NSA verfügte über große Mengen an Informationen und viele davon waren damals verschlüsselt. Eine der Aufgaben von Harvest war es, viele Codes zu knacken, was damals einfacher war, da noch nicht so große Computer für die Daten Verschlüsselung zur Verfügung standen. Deshalb wurde Harvest genutzt, um Muster zu analysieren und nach Übereinstimmungen zu suchen. Harvest war sehr schnell und für seine Zeit sehr leistungsfähig und schneller als Stretch.
Die mangelnden Chancen und die ungleiche Bezahlung von Frauen bei IBM, als sie feststellte, dass sie weniger als die Hälfte des Gehalts des am schlechtesten bezahlten Mannes verdiente, der ihr unterstellt war, führten dazu, dass Hardy das Unternehmen verließ, um für ein Jahr an der University of California in Berkeley zu studieren. Eine der ersten Stretch-Maschinen, die ausgeliefert wurden, ging an das Lawrence Livermore National Laboratory, das in der Nähe von Berkeley lag. Hardy war eine der wenigen in Kalifornien, die  einen Stretch programmieren konnte. 1962 arbeitete sie mit ihrem Ehemann Norm Hardy am Lawrence Livermore Laboratory, um Livermores Stretch und den CDC 6600 zu programmieren. Dort entwickelte sie unter anderem ein erfolgreiches Time-Sharing-Betriebssystem.

## Tymshare
Ende der 60er Jahre hörte sie von einem kalifornischen Startup Tymshare, das behauptete, Unternehmen und Privatpersonen Zeit auf einem Großrechner anbieten zu können. Das Unternehmen war von zwei ehemaligen General-Electric-Mitarbeitern gegründet worden, die Time-Sharing-Dienste für Luft- und Raumfahrtunternehmen anbieten wollten. Tymshare hatte geplant, ein Betriebssystem zu verwenden, das ursprünglich an der UC Berkeley entwickelt worden war. Da dieses jedoch nicht für den kommerziellen Einsatz konzipiert war, schrieb Hardy es neu. Selbst nachdem sie fertig war und Tymnet lief, glaubten die Leute im Unternehmen weiterhin, ihr Mann Norman Hardy habe das Programm geschrieben.  Das auf ihrem Betriebssystem basierende Produkt war über zwanzig Jahre hinweg der profitabelste Unternehmensbereich des Unternehmens. Von 1976 bis 1984 war Hardy Vizepräsidentin der Integrated Systems Division bei Tymshare. Sie war dort hauptsächlich für die Entwicklung von Anwendungen für die Kunden verantwortlich, beispielsweise für Online-Banking und Reisebuchungen. Sie befasste sich auch mit der Computersicherheit, da einige Netzwerkbenutzer versuchten, die Tymshare-Computer absichtlich zum Absturz zu bringen.
1984 wurde das Unternehmen von McDonnell Douglas übernommen, und einige Jahre später wurde das Tymnet-Netzwerk an British Telecom verkauft, wo es bis 2004 weiterbetrieben wurde. Hardy verließ das Unternehmen kurz nach der Übernahme und war anschließend Mitbegründerin zweier Computersicherheitsfirmen. Sie gründete Key Logic, das sie mehrere Jahre erfolgreich führte. Anschließend gründete sie 1994 die Software-Sicherheitsberatungsfirma Agorics, die sich für sichere Online-Überweisungen für Banken und Behörden einsetzte. Hardy ging 2004 in den Ruhestand.
Hardy starb 2023 im Alter von 90 Jahren in Palo Alto.